# 鹿島緒名太神社
鹿島緒名太神社（かしまおなたじんじゃ）は、宮城県亘理郡亘理町にある神社である。
旧社格は村社。亘理郡延喜式式内社四座のうちの一座である。

## 祭神
武甕槌神
鹿島緒名太神社は、鹿島天足和気神社と同じく、武甕槌神の御子神である緒名太神の名前から取られているという説がある。

## 由緒
社伝によると、景行天皇41年8月6日に勅命により建立されたという。延喜式式内社に指定されており、往古は小山地区一円が神領地となっていた。その後、天正時代の戦乱で神領地が廃れたという。明治5年に村社に列した。鹿島緒名太神社は、鹿島天足和気神社とともに、「日本三代実録」に記載されている「陸奥国に鎮座する鹿島大神苗裔神を祀る三十八社」のうち、曰理郡に鎮座する二座とされている。

## 境内
- 社殿（拝殿・幣殿・本殿）

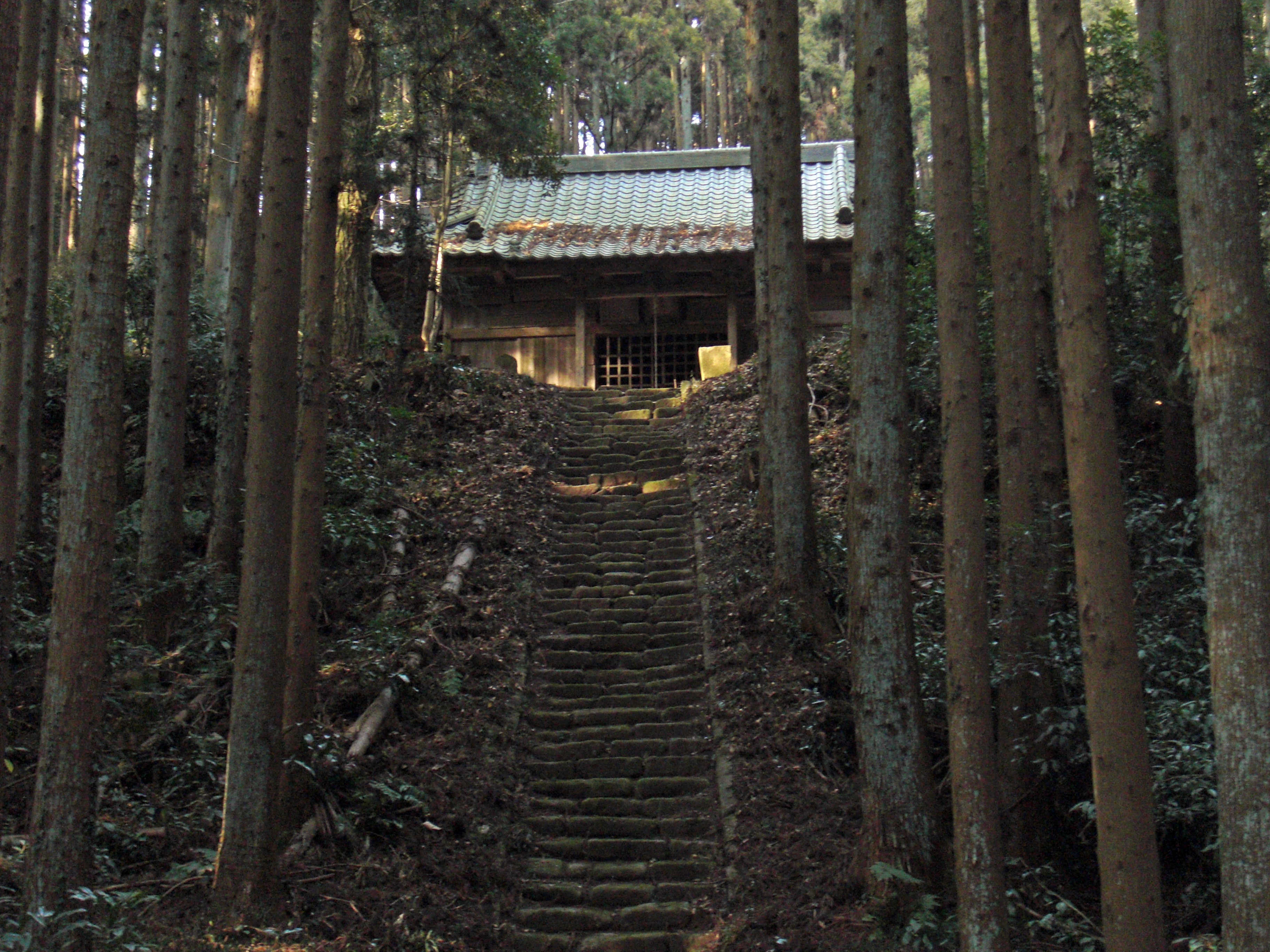
鹿島緒名太神社参道 杉の木立のなかを進む
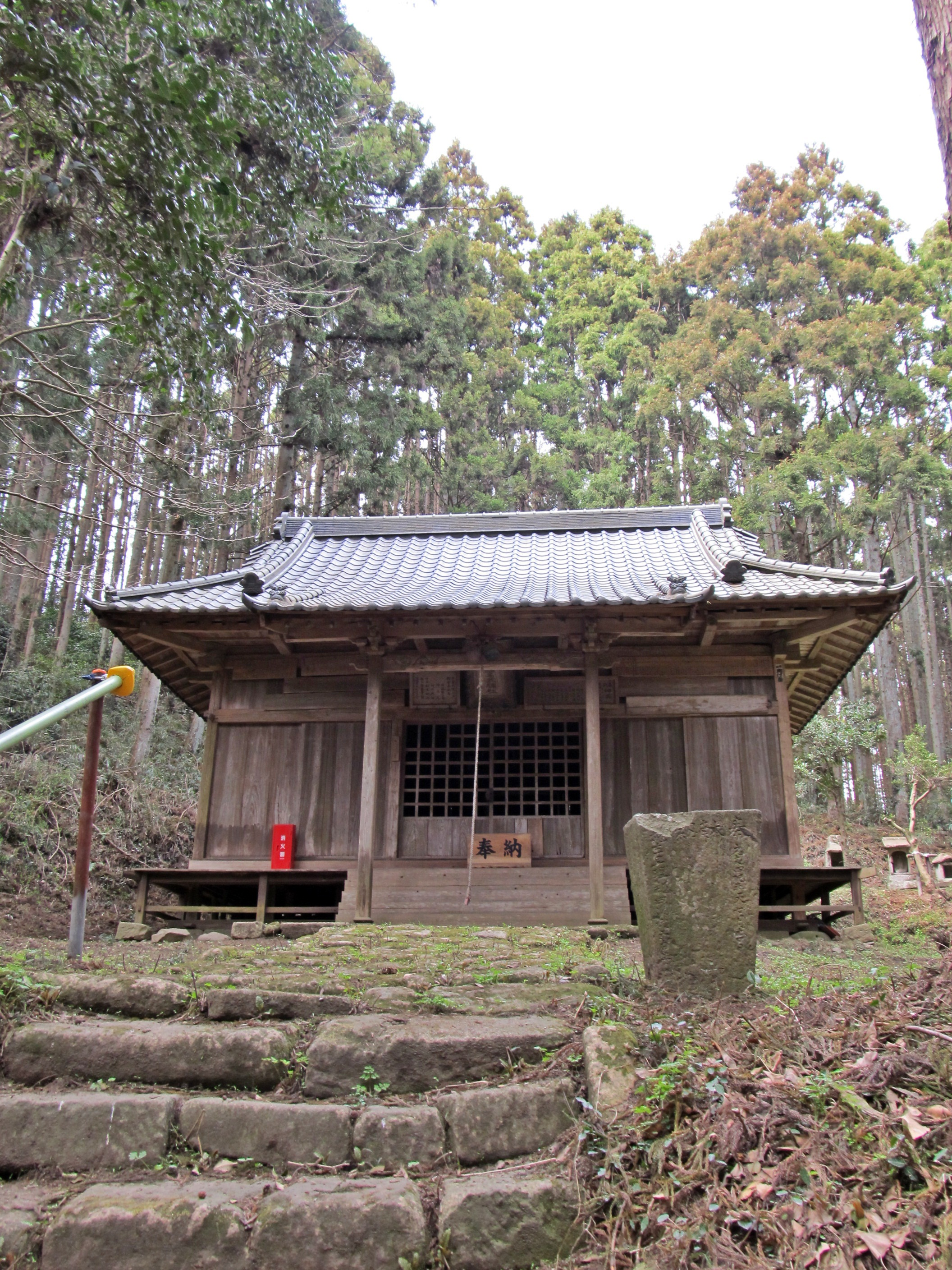
参道階段から見た鹿島緒名太神社拝殿
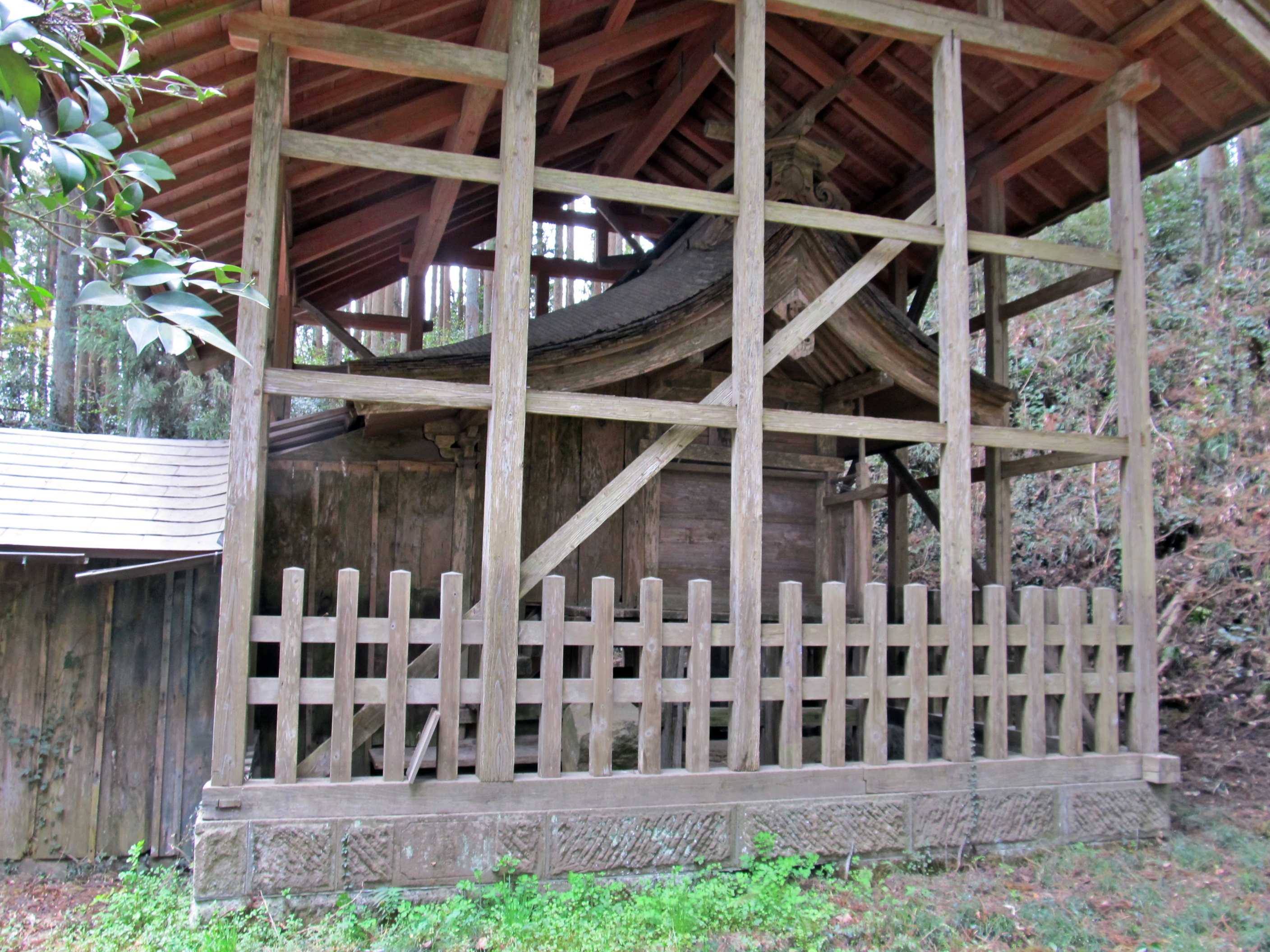
一間社流造の鹿島緒名太神社本殿
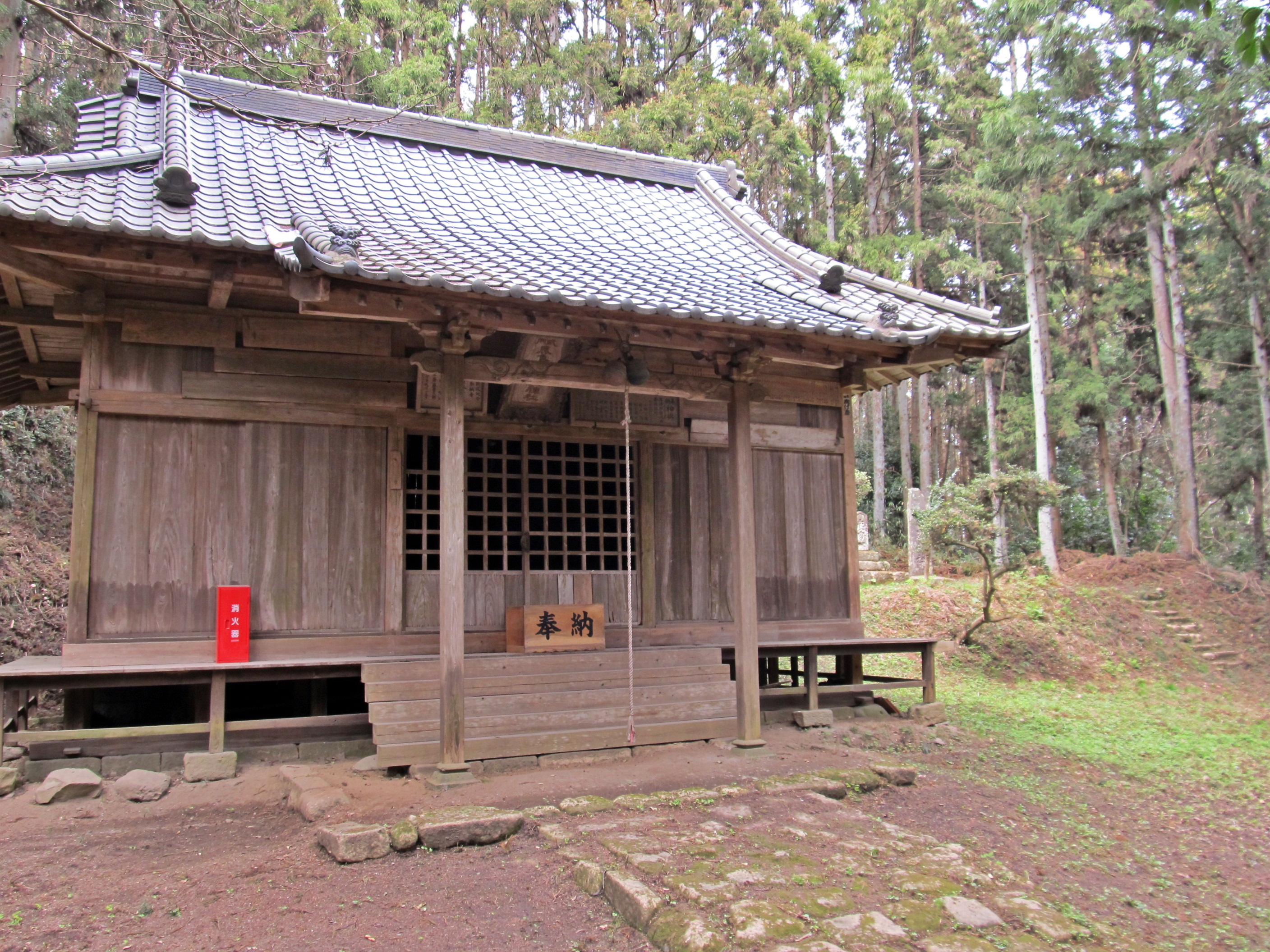
鹿島緒名太神社境内

- 社殿北側には石祠や石碑が立ち並んでいる。社殿に一番近い位置にある石祠には菊花紋が彫られている。

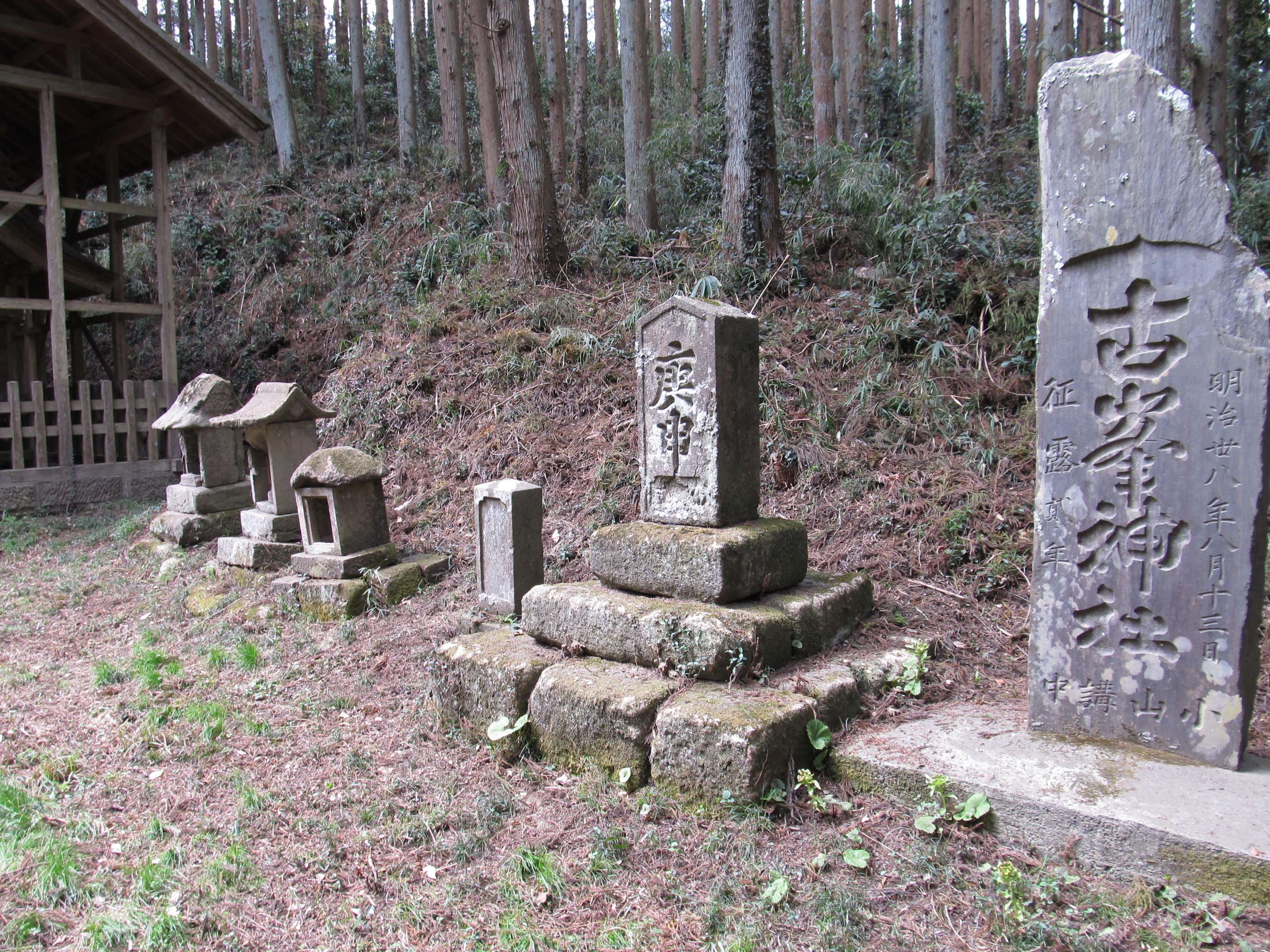
鹿島緒名太神社の石祠・石碑
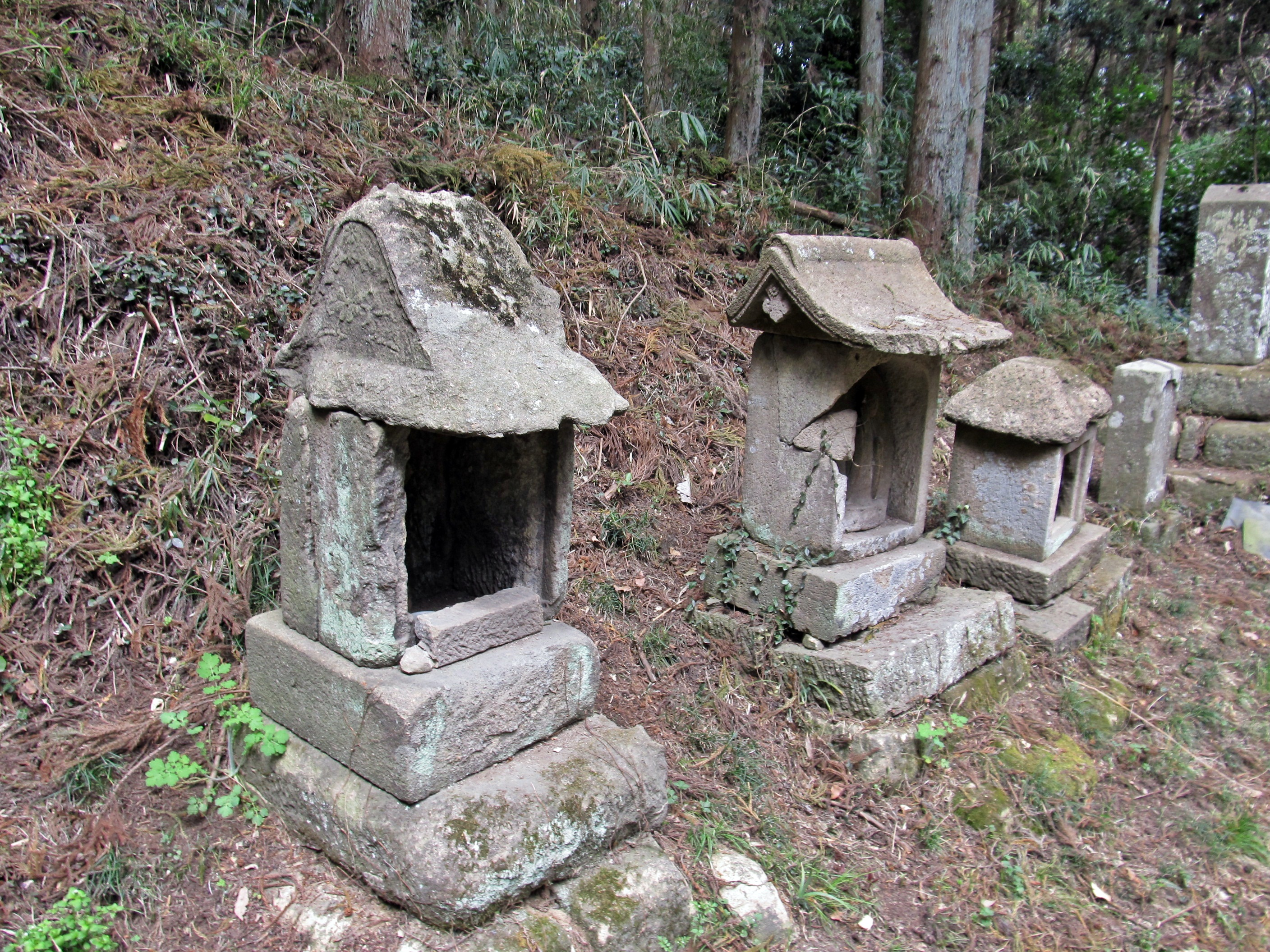
左側の石祠には八弁菊花紋が彫られている